# びっくり館の殺人
『びっくり館の殺人』（びっくりかんのさつじん）は、推理作家綾辻行人が著した日本の推理小説。2006年3月ミステリーランドシリーズの1冊として講談社より刊行。2008年11月に講談社ノベルス版も出版された。綾辻の代表シリーズである館シリーズの第8作である。

## あらすじ
少年の日の思い出のなかに建つ館、それは「お屋敷町のびっくり館」。……不思議な男の子トシオとの出会い。囁かれる数々の、あやしいうわさ。風変わりな人形リリカと悪魔の子。七色のびっくり箱の秘密。そして……クリスマスの夜の密室殺人！鬼才・綾辻行人が紡ぎ出す、終わりなき悪夢の謎物語。

## 主な登場人物
永沢 三知也
この物語の語り手。小学校六年生の夏、「びっくり館」で俊生と出会い、友だちになる。
永沢 十志雄
その兄。
永沢 比出彦
その父。
古屋敷 龍平
「びっくり館」の老主人。
古屋敷 美音
その養女。
古屋敷 梨里香
その娘。
古屋敷 俊生
その弟。
関谷
古屋敷家のお手伝い。
新名 努
大学生。俊生の家庭教師。
湖山 あおい
そのいとこ。三知也の同級生。
中村 青司
謎の建築家。
鹿谷 門実
謎の推理作家。

## 書籍情報
- 講談社〈ミステリーランド〉 2006年3月17日 ISBN 4-06-270579-6
- 講談社ノベルス 2008年11月6日 ISBN 978-4-06-182623-6
- 講談社文庫 2010年8月12日 ISBN 978-4-06-276717-0

## 館シリーズ
- 十角館の殺人（1987年9月）
- 水車館の殺人（1988年2月）
- 迷路館の殺人（1988年9月）
- 人形館の殺人（1989年4月）
- 時計館の殺人（1991年9月）
- 黒猫館の殺人（1992年4月）
- 暗黒館の殺人（2004年9月）
- びっくり館の殺人（2006年3月）
- 奇面館の殺人（2012年1月）